# Phronia forcipata
Phronia forcipata är en tvåvingeart som beskrevs av Johannes Winnertz 1863. Phronia forcipata ingår i släktet Phronia och familjen svampmyggor. Arten är reproducerande i Sverige. Inga underarter finns listade i Catalogue of Life.